# Visayaboomtimalia
De visayaboomtimalia (Sterrhoptilus nigrocapitata; synoniem: Stachyris nigrocapitata) is een zangvogel uit de familie Zosteropidae (brilvogels) die voorkomt in de Filipijnen.

## Verspreiding en leefgebied
De visayaboomtimalia komt voor in de oostelijke Visayas en telt twee ondersoorten:
- S. n. boholensis: Bohol.
- S. n. nigrocapitatus: Samar en Leyte.

De ondersoort S. n. affinis: van zuidelijk Luzon is volgens onderzoek uit 2018 (weer) een aparte soort, de calabarzonboomtimalia.

## Status
De grootte van de populatie is niet gekwantificeerd maar de soort wordt omschreven als vrij algemeen. Op de Rode lijst van de IUCN heeft deze soort de status niet bedreigd.